# Ranunculus pseudomillefoliatus
Ranunculus pseudomillefoliatus là một loài thực vật có hoa trong họ Mao lương. Loài này được Grau miêu tả khoa học đầu tiên năm 1984.